# Совообразные
Совообра́зные (лат. Strigiformes) — отряд, включающий более 200 видов птиц преимущественно средней величины (от мелких до крупных), распространённых во всех частях света, кроме Антарктики и некоторых островов. В отряде два современных семейства: совиные, или настоящие совы, а также сипуховые.
Совообразные обладают крупной головой и большими глазами. Клюв короткий, загнутый, когти острые, загнутые. Окраска покровительственная (маскирующая). Большинство видов охотятся ночью, в связи с чем имеют мягкое оперение и бесшумный полёт.

## Анатомические особенности
Совообразные по своим анатомическим признакам отличаются от дневных хищных и поэтому выделяются в самостоятельный отряд. К особенностям скелета сов относятся: существование отростков основной кости, своеобразное тройное сочленение нижней челюсти с черепом, очень короткие фаланги третьего пальца, подвижность наружного пальца, который может загибаться назад, существование у большинства видов (исключение представляют сипухи) выемки на заднем краю грудной кости. Пять рядов более жёстких, рассученных перьев образуют лучистый венчик, так называемый лицевой диск. Маховые перья широких крыльев широки, округлены на концах и загибаются к телу; наружные опахала первых трёх перьев нередко бахромчаты или пилообразно зазубрены, что позволяет сове летать практически беззвучно; третье и четвёртое перо — длиннее остальных. Рулевые перья обрезанного или округлённого, обыкновенно короткого хвоста также загнуты к низу. Ноги оперены обыкновенно до основания.
Острые длинные когти их сильно загнуты. Клюв совы, загибающийся начиная от самого основания, не имеет по краям никаких вырезок и оканчивается коротким крючком, при помощи которого совы могут производить характерное щелканье, выражающее сильное возбуждение или раздражение. Короткая восковица всегда прикрыта щетинистыми перьями.
Глаза сов очень велики и смотрят прямо вперёд, соответственно положению глазниц на передней стороне лицевых частей черепа, то есть двигать глазами, как человек, сова не может. Глаза сов неподвижно стоят на месте в течение всей их жизни. Мир для сов представляется чёрно-белым. Вопреки бытующему мнению, что совы ничего не видят днём, глаза сов не так чувствительны к дневному свету; филин, например, отлично видит днём даже на большом расстоянии. Зрачок сов сильно сужается и расширяется не только при изменении освещения, но и при каждом вдохе и выдохе. Как зрение, так и слух сов чрезвычайно тонкий. Он почти в четыре раза тоньше, чем у кошки. Наружное ухо сравнительно велико и может прикрываться оперённой снаружи подвижной складкой кожи; лучистые перья, сидящие вокруг отверстий уха, образуют как бы наружную раковину уха.
Совы могут поворачивать голову на 270° без вреда для здоровья благодаря ряду приспособлений. Во-первых, сонные артерии сов в районе нижней челюстной кости имеют баллонообразное расширение, создающее запас крови на случай, если при резком повороте кровоснабжение «снизу» сокращается. Из-за этой особенности увеличена сеть мелких кровеносных сосудов, отходящих от главных артерий, что облегчает доставку крови к мозгу. Во-вторых, чтобы кровеносные сосуды не были пережаты в соответствующих им отверстиям в шейных позвонках при поворотах головы, эти отверстия примерно в 10 раз шире, чем диаметр проходящих через них артерий. В-третьих, сонные артерии соединены с позвоночными специальными перемычками-анастомозами на случай, если сонные артерии при повороте будут сильно сжаты.
Большая часть сов окрашена тускло; обыкновенно по основному серому или ржавчинному фону более или менее густо разбросаны чёрные пятна, полоски и пестринки; но эта окраска сов всегда гармонирует с окружающим фоном и вполне скрывает их в сумерках.
Самой маленькой совой — весом всего 31 г и размером около 13,5 см — является сыч-эльф (Micrathene whitneyi). Примерно таких же малых размеров, хотя и немного более тяжелыми, являются менее известные андский бакенбардовый сычик (Xenoglaux loweryi) и мексиканский воробьиный сыч (Glaucidium sanchezi). Самые большие совы — два представителя рода филинов одинакового размера; филин (Bubo bubo) и рыбный филин (Bubo blakistoni). Самые крупные самки этих видов имеют длину 71 см, крылья длиной 54 см и вес до 4,2 кг.

### Половой диморфизм
У большинства видов сов наблюдается обратный половой диморфизм, при котором самки немного крупнее самцов. Для объяснения такой картины было предложено несколько теорий. Возможность самцов получать больше корма за счёт повышенной ловкости и скорости, выгодна в период размножения. Самки, имеющие большую массу, могут дольше обходиться без пищи, не покидая гнезда.

## Поведение и рацион
Некоторые совы охотятся днём, например, белая сова (Bubo scandiacus), воробьиный сычик (Glaucidium passerinum) и ястребиная сова (Surnia ulula), некоторые другие, как, например, домовый сыч (Athene noctua), охотятся одинаково как днём, так и ночью. Однако большинство сов — настоящие ночные птицы, и многие из них свободно летают даже в совершенно тёмные ночи, о чём можно судить по их крику. Полёт сов вполне беззвучен и позволяет им совершенно незаметно подлетать к спящим птицам. На охоте совы, проносясь неслышно над землёй, издают время от времени резкий крик, вспугивающий своей неожиданностью добычу. По-видимому, совы этим пользуются, чтобы заметить последнюю. Обычную пищу сов составляют мелкие грызуны; более мелкие виды сов питаются преимущественно крупными насекомыми, а некоторые — рыбой. На птиц совы нападают редко. По-видимому, при охоте на грызунов в почти полной темноте совы ориентируются по звуку, так как обладают очень хорошим слухом. В связи с этим возникло ошибочное представление, что совы способны видеть в полной темноте (например, видят в инфракрасном диапазоне). Совы могут месяцами жить без воды, утоляя жажду кровью своих жертв. Но без особой необходимости они так себя не ведут — вода нужна им не только для питья, но и для купания.

## Места обитания
Совы расселены по всему свету, от экватора до холодных северных стран, их можно найти везде: и на морском берегу, и в горах, и в пустыне, и в степи, и даже в городах. Большая часть сов держится в лесах или в лесистых местностях, и только немногие, как болотная сова (Asio flammeus), предпочитают открытые места. Некоторые совы — например, домовый сыч и сипуха (Tyto alba) — охотно селятся под крышами и на чердаках домов. Гнёздами в большинстве случаев служат дупла старых деревьев, причём яйца кладутся обыкновенно без всякой подстилки. Также гнёздами могут служить расщелины скал, пещеры, дыры в стенах, подземные норы различных млекопитающих, покинутые гнёзда других птиц. Некоторые совы, например длиннохвостая неясыть, могут занимать также искусственные совятники.

## Размножение
Совы моногамны и образуют постоянные пары. Гнёзд сами не строят. Занимают укромные места, скалистые расщелины, углубления и брошенные крупными птицами гнёзда. Размножаются обычно один раз в году, но при обилии пищи могут размножаться чаще. Яйца сов сравнительно малы, всегда белого цвета и имеют характерную почти шарообразную форму. Обычно сова откладывает от 3 до 10 яиц. Яйца насиживают самки, но в кормлении птенцов принимают участие оба родителя. Насиживание продолжается около месяца. Совы насиживают с первого яйца, поэтому часто в гнезде живут птенцы разного возраста. Родители стараются прокормить старших птенцов, из-за чего те ещё больше обгоняют в развитии младших собратьев; в голодное время старшие могут даже поедать младших птенцов. Развитие совят происходит по птенцовому типу.

## Хозяйственное значение
Совы приносят сельскому хозяйству значительную пользу, уничтожая мышевидных грызунов. Например, неясыть способна за год выловить до тысячи мышей и полёвок, которые за данный период уничтожили бы до 500 кг зерна. Из-за этого некоторые виды сов находятся под охраной.

## Ископаемые виды
- Орнимегалоникс — ископаемая гигантская быстро ходящая сова.
- Ogygoptynx wetmorei
- Miosurnia diurna — первая найденная ископаемая сова, активная в дневное время и первая ископаемая сова, обнаруженная в Китае[12][13].

## Сова в культуре

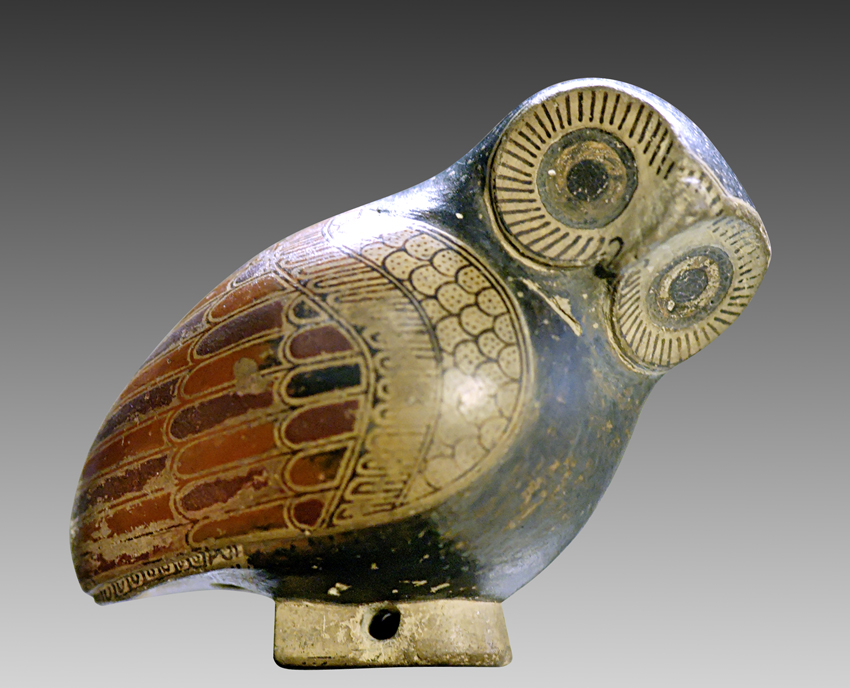
Совообразный протокоринфский арибалл, ок. 640 г. до н. э., из Греции

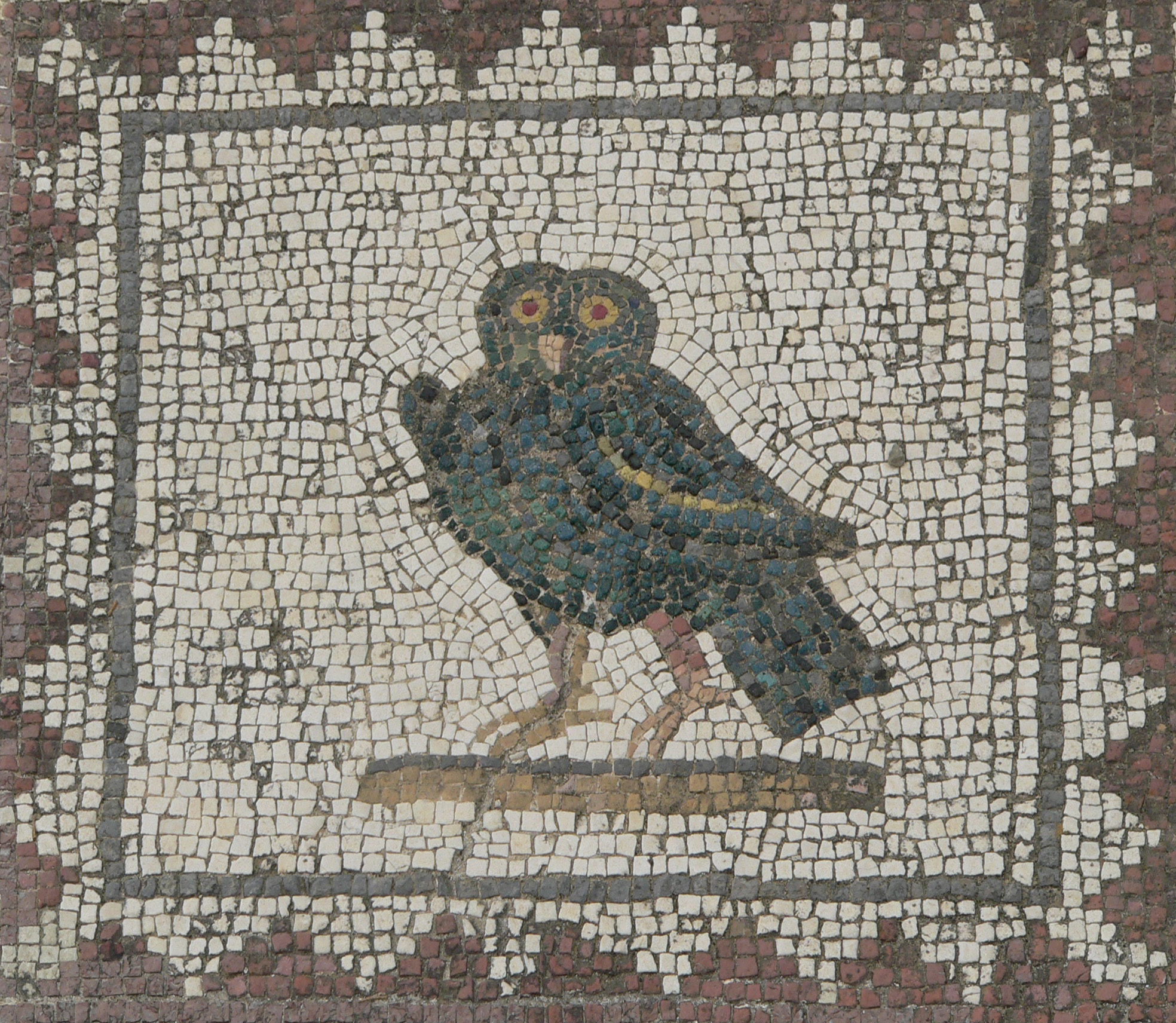
Римская мозаика с совой из Италики, Испания

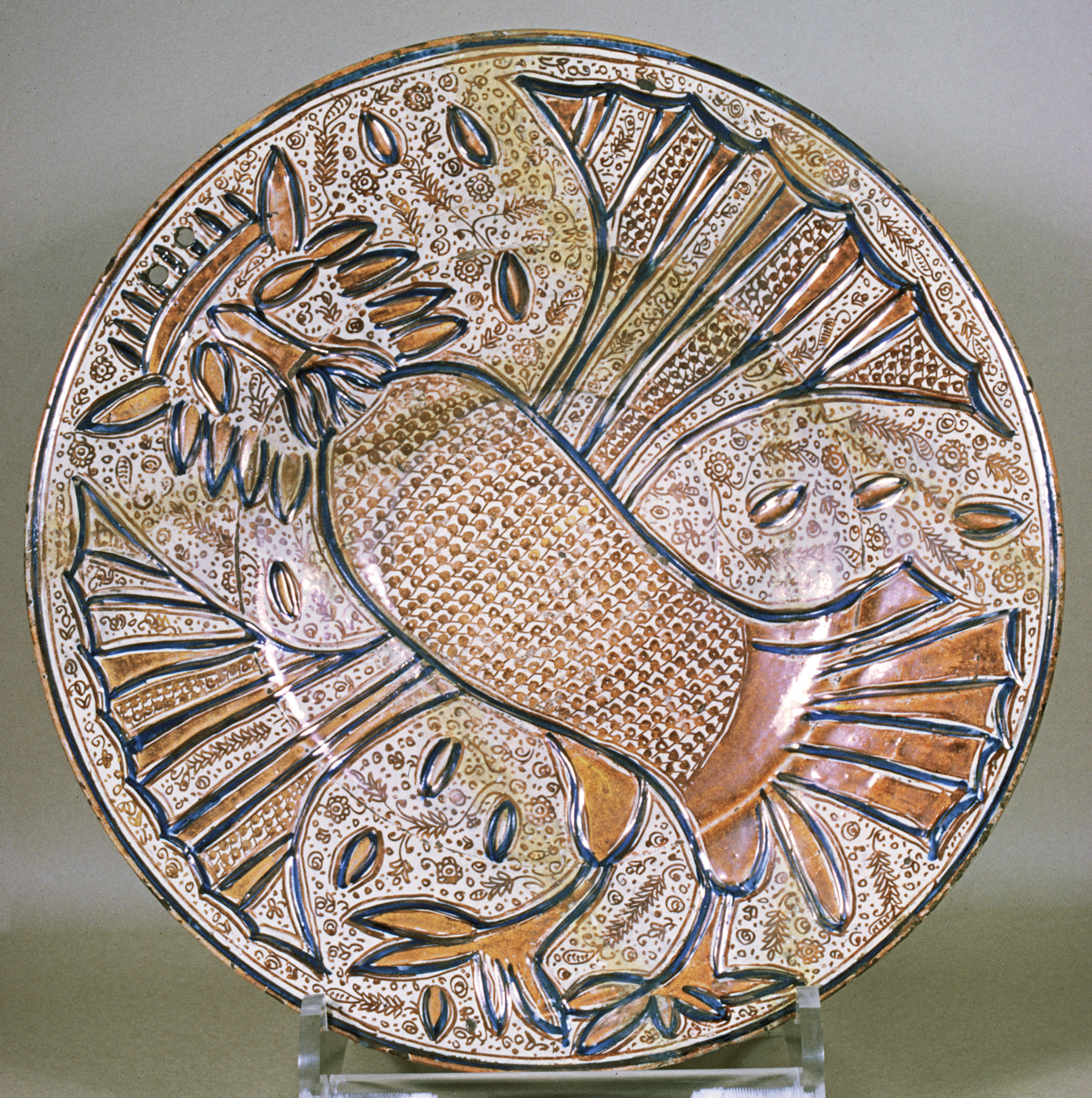
Тарелка Манисеса, около 1535 года. Фантастическая сова в короне, характерный дизайн Манисеса в первой половине XVI века.

В легендах, мифах и исторических записях совам отведено значительное место. Из-за человеческого невежества и суеверий птицы долгое время подвергались гонениям; лишь с появлением более научного подхода к естественной истории реальные факты о совах начали вытеснять и стирать их сомнительную репутацию.
Мысли о совах практически не менялись с самых ранних времён до девятнадцатого века. Более двух тысяч лет назад Овидий в своих «Метаморфозах» отзывался о совах крайне негативно:
Гнусною птицей он стал, вещуньей грозящего горя,
Нерасторопной совой, для смертных предвестием бедствий.
В другом своём произведении, «Фасты», Овидий упоминает сову в записи про колдовство — в Древнем Риме верили, что ведьмы способны при помощи магии превращаться в совок, или сами совки оборачивались колдуньями и, забираясь через окно в детские спальни, пили у спящих детей кровь. За это несчастных птиц, случайно оказавшихся возле человеческого жилища, прибивали к дверям, чтобы отвадить зло в будущем. Похожие практики проводились в Европе, например в Германии, но уже в более позднее время.
Сову упоминает и Вергилий в 12-й книге Энеиды, перед окончанием конфликта между Энеем и Турном: услышав издалека крик и увидев хлопающие крылья, Ютурна, сестра Турна, с отчаянием произносит:
[…] Не множьте, гнусные птицы,
Ужас мой: узнаю я погибельный шум и удары
Ваших крыл.
Сова, по словам Вергилия, прилетала на крыши Карфагена и предсказала измену, опустошение и смерть Дидоне. Другая сова, по легенде, предрекла гибель Цезаря.
Одно из ранних упоминаний сов присутствует в Библии. Еврейский пророк Исаия изобразил будущий Вавилон, ставший гнездовьем сов и других животных:

… дома наполнятся скорбными созданиями; и совы поселятся там, и сатиры будут плясать там… и сова, и ворон поселятся там… и станут они обиталищем драконов, и местом для сов… и сатир будет взывать к другим; и совка будет прятаться там и найдёт себе место для отдыха.
— Ис. 13:21, 34:11, 13—14
- Сова — символ мудрости, атрибут древнегреческой богини Афины.
- Изображения сов характерны для фасадов зданий в стиле северный модерн (например, доходный дом Т. Н. Путиловой, дом с совами (Выборг).
- Совами также называют людей, которые привыкли поздно ложиться спать и поздно вставать (в отличие от жаворонков).
- В книгах Дж. Роулинг о Гарри Поттере совы используются как средство связи между волшебниками (совиная почта).
- В цикле книг Кэтрин Ласки «Легенды Ночных Стражей» главными действующими лицами являются разумные совы, унаследовавшие качества, способности и характер людей. В книгах во многом достоверно описаны повадки, привычки и образ жизни разных видов сов.
- Сова Совунья из мультфильма Смешарики.￼
- Сова — символ телеигры «Что? Где? Когда?».
- В книге Сергея Лукьяненко «Ночной Дозор» в теле совы была заключена одна из Великих Волшебниц.
- В мультсериале «Футурама» совы в начале четвёртого тысячелетия — аналог нынешних крыс.

### Вавилон

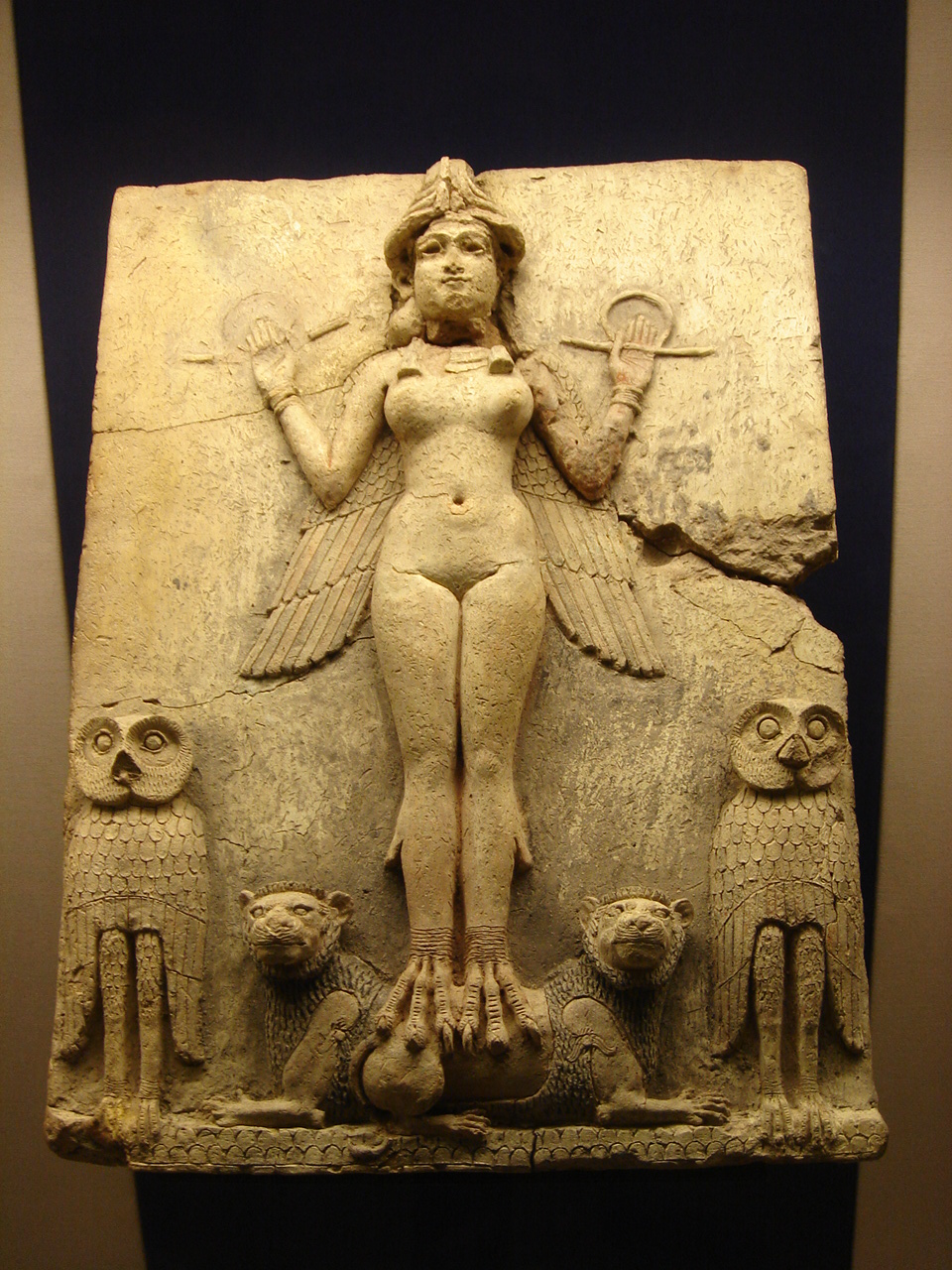
Барельеф «Царица Ночи» в Британском музее

Известный вавилонский барельеф, созданный более четырёх тысяч лет назад, изображает грозную обнажённую женщину-богиню с совиными крыльями и ногами, попирающую двух тощих львов в знак своей силы. Она стоит между двух крупных сов, возможно, компаньонов или стражей. До сих пор не установлено, кого именно изображает рельеф: вавилонскую богиню Иштар, демоницу Лилит, Анат хананеев, шумерскую Инанну или Эрешкигаль, сестру Инанны и владычицу подземного царства. Британский музей, хранящий у себя изображение, назвал его «Царица Ночи».

### Египет

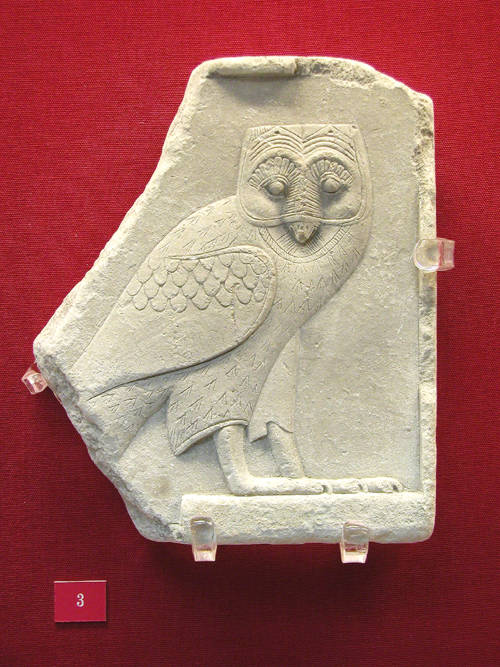
Египетская сова, Британский музей

В египетском письме сова-глиф обозначает букву «М». В отличие от других символов-птиц, всегда нарисованных в профиль, сова изображается с повёрнутой к зрителю головой.
Хотя сову не возводили в ранг культовой птицы, как, например, сокола, ибиса или стервятника, к ней относились с крайним уважением и даже подвергали мумификации. По мумифицированным останкам было определено несколько видов сов, в том числе сипух.

## Нападение на людей
Хотя люди и совы часто живут вместе в гармонии, были случаи, когда совы нападали на людей. Например, в январе 2013 года у мужчины из Инвернесса, Шотландия, было сильное кровотечение и он испытал шок после нападения совы, которая, вероятно, была филином высотой 50 см. Фотограф Эрик Хоскинг потерял свой левый глаз после попытки сфотографировать смуглую сову, которая вдохновила его на автобиографию 1970 года «Глаз для птицы».
Эрнест Сетон-Томпсон упоминает о случае гибели охотника, неосторожно подошедшего к раненому (и притворившемуся мёртвым) филину. Крупная птица вцепилась человеку когтями в грудную клетку и охотник умер от внутреннего кровотечения.